# Колткі
Колткі (пол. Kołtki) — село в Польщі, у гміні Білий Бур Щецинецького повіту Західнопоморського воєводства.
Населення — 152 особи (2011).
У 1975-1998 роках село належало до Кошалінського воєводства.

## Демографія
Демографічна структура станом на 31 березня 2011 року:
|          | Загалом | Допрацездатний вік | Працездатний вік | Постпрацездатний вік |
| -------- | ------- | ------------------ | ---------------- | -------------------- |
| Чоловіки | 79      | 23                 | 53               | 3                    |
| Жінки    | 73      | 14                 | 46               | 13                   |
| Разом    | 152     | 37                 | 99               | 16                   |